# Медновское сельское поселение
Медновское се́льское поселе́ние — упразднённое муниципальное образование в составе Калининского района Тверской области, существовавшее в 2005 — 2023 годах.
Административный центр — село Медное.

## Географические данные
- Общая площадь: 472,9 км².
- Нахождение: западная часть Калининского района.
  - Граничит:
    - на севере — с Лихославльским районом, Вескинское СП и Крючковское СП
    - на северо-востоке — с Кулицким СП
    - на востоке — с Черногубовским СП
    - на юго-востоке — с Заволжским СП
    - на юге — со Старицким районом, Васильевское СП
    - на западе — с Торжокским районом, Тредубское СП, Мошковское СП, Пироговское СП, Мирновское СП и Марьинское СП.

По территории поселения протекают притоки Волги реки Тверца и Тьма. Поселение пересекает автомагистраль Москва – Санкт-Петербург.

## История
В XI—XIV вв. по территории поселения проходила граница Новгородской земли с Владимиро-Суздальским, затем Тверским княжеством. Древнее село Медное в то время относилось к Новоторжской волости Новгородской земли.
В XV веке присоединино к Великому княжеству Московскому.
С образованием в 1796 году Тверской губернии территория поселения входила в Новоторжский уезд (северо-западная часть с селом Медное) и в Тверской уезд (восточная и южная части). После образования в 1935 году Калининской области в её составе был образован Медновский район, который просуществовал до 1956 года. С этого времени территория поселения входит в Калининский район.
В 50-е годы XX века на территории поселения существовали Медновский, Дмитровский, Романовский, Волынцевский, Поддубский, Голыхинский (Кумординский), Стреневский и Заборовский сельсоветы.
Медновское сельское поселение образовано в 2005 году, включив в себя территории Медновского и Кумординского сельских округов.
Законом Тверской области от 26.05.2023 № 25-ЗО муниципальное образование было упразднено с включением всех населённых пунктов в состав Калининского муниципального округа.

## Население
| 2002  | 2005  | 2008  | 2010  | 2011  | 2012  | 2013  |
| ----- | ----- | ----- | ----- | ----- | ----- | ----- |
| 5472  | ↘5454 | ↗5867 | ↘5327 | ↘5309 | ↘5151 | ↗5160 |
| 2014  | 2015  | 2016  | 2017  | 2018  | 2019  | 2020  |
| ↘5083 | ↘4973 | ↘4927 | ↘4826 | ↘4782 | ↘4711 | ↘4686 |
| 2021  |       |       |       |       |       |       |
| ↘4323 |       |       |       |       |       |       |

## Состав сельского поселения
| №  | Населённый пункт | Тип населённого пункта       | Население |
| -- | ---------------- | ---------------------------- | --------- |
| 1  | Берглезово       | деревня                      | ↘1        |
| 2  | Букарево         | деревня                      | ↘43       |
| 3  | Буявино          | деревня                      | ↘23       |
| 4  | Волынцево        | деревня                      | ↗27       |
| 5  | Глинки           | деревня                      | ↗28       |
| 6  | Голобово         | деревня                      | ↗11       |
| 7  | Гудково          | деревня                      | ↘0        |
| 8  | Дмитровское      | деревня                      | ↗333      |
| 9  | Жданово          | деревня                      | →0        |
| 10 | Заборовье        | село                         | ↗22       |
| 11 | Змеево           | деревня                      | ↗70       |
| 12 | Ивановское       | деревня                      | ↗29       |
| 13 | Иванцево         | деревня                      | →0        |
| 14 | Игрище           | деревня                      | ↘5        |
| 15 | Кадино           | деревня                      | ↗39       |
| 16 | Кашенцево        | деревня                      | ↗12       |
| 17 | Князево          | деревня                      | ↘15       |
| 18 | Кобячево         | деревня                      | ↘1        |
| 19 | Козино           | деревня                      | ↘20       |
| 20 | Крутые Горки     | деревня                      | ↗1        |
| 21 | Кумордино        | деревня                      | ↘375      |
| 22 | Курово           | деревня                      | ↘1        |
| 23 | Малая Избрижка   | деревня                      | ↘0        |
| 24 | Медное           | село, административный центр | ↘2645     |
| 25 | Мермерины        | деревня                      | ↘742      |
| 26 | Михеево          | деревня                      | ↘1        |
| 27 | Мухино           | деревня                      | ↘8        |
| 28 | Новосельцы       | деревня                      | ↗6        |
| 29 | Носово           | деревня                      | ↘1        |
| 30 | Осинки           | деревня                      | ↗12       |
| 31 | Перехожее        | деревня                      | ↗19       |
| 32 | Поддубки         | деревня                      | ↘45       |
| 33 | Полупустошь      | деревня                      | ↘12       |
| 34 | Полустово        | деревня                      | ↘8        |
| 35 | Порожки          | деревня                      | ↘20       |
| 36 | Родионово        | деревня                      | ↘1        |
| 37 | Рождество        | деревня                      | ↘6        |
| 38 | Романово         | деревня                      | ↘340      |
| 39 | Сакулино         | деревня                      | ↘1        |
| 40 | Семеновское      | деревня                      | ↗9        |
| 41 | Сергиевское      | деревня                      | ↘1        |
| 42 | Слобода          | деревня                      | ↘223      |
| 43 | Слободка         | деревня                      | ↘1        |
| 44 | Стешево          | деревня                      | ↗10       |
| 45 | Стренево         | деревня                      | ↘23       |
| 46 | Троица           | деревня                      | ↘17       |
| 47 | Тутань           | деревня                      | ↗23       |
| 48 | Тухинь           | деревня                      | ↗24       |
| 49 | Федоткино        | деревня                      | ↗6        |
| 50 | Фенино           | деревня                      | ↗11       |
| 51 | Харитоново       | деревня                      | ↘1        |
| 52 | Шапкино          | деревня                      | ↘0        |
| 53 | Шепелево         | деревня                      | ↘1        |
| 54 | Шутово           | деревня                      | ↘0        |
| 55 | Щекотово         | деревня                      | →7        |
| 56 | Ямок             | деревня                      | ↘21       |

## Экономика
Производство сельскохозяйственной продукции: растениеводство,молочные продукты; кроме того легкая промышленность: трикотажные перчатки, пошив спортивной и специальной  одежды; туризм.

## Люди, связанные с поселением
В деревне Князево родился известный русский певец Сергей Яковлевич Лемешев.